# The Time and the Place
The Time and the Place è un album del quintetto di Art Farmer (da non confondere con l'album dal vivo The Time and the Place/The Lost Concert) , pubblicato dalla Columbia Records nel 1967. I brani furono registrati l'8 febbraio 1967 a New York (Stati Uniti).

## Tracce
Lato A
1. The Time and the Place – 4:30 (Jimmy Heath)
2. The Shadow of Your Smile (Love Theme from The Sandpiper) – 7:10 (Johnny Mandel, Paul Francis Webster)
3. One for Juan – 8:56 (Jimmy Heath)

Lato B
1. Nino's Scene – 5:53 (Sergio Mehanovich)
2. Short Cake – 5:26 (J.J. Johnson)
3. Make Someone Happy – 6:57 (Adolph Green, Betty Comden, Jule Styne)
4. On the Trail (from the Grand Canyon Suite) – 2:31 (Ferde Grofé)

## Musicisti
- Art Farmer - flicorno
- Jimmy Heath - sassofono tenore
- Cedar Walton - pianoforte
- Walter Booker - contrabbasso
- Mickey Roker - batteria